# Estació Central de València
L'Estació Central de València serà la futura principal estació de la ciutat de València. Inicialment estava projectada per al 2014, però el soterrament de les vies es va anar endarrerint. Es preveu que l'estació substituïrà tant l'estació del Nord com la de Joaquim Sorolla, i se situarà junt al Parc Central de València, que consisteix en una gran zona enjardinada i nous equipaments d'oci en els terrenys alliberats d'activitat ferroviària.

## Antecedents
L'Estació del Nord forma part del Conjunt Històric de la ciutat de València (declarat bé d'interés cultural en 1993). La futura Estació Central se situa al sud de l'actual, i disposarà de 16 vies, distribuïdes en dos nivells diferents, situades a les cotes -7 m i -20 m amb 6 vies cada un i amb un nivell intermedi situat a -13 m per al transbord amb les estacions Bailén i Alacant de les línies de metro i tramvia situades en els carrers d'eixe nom en les proximitats amb les Grans Vies. Les vies superiors es destinaran a línies sense continuïtat per l'eix passant, mentre que les vies inferiors es destinaran a línies que tinguen continuïtat per l'eix passant (Alta Velocitat i Rodalies València).

## Morfologia de l'estació
La nova estació tindrà caràcter de passant en compte de la seua disposició actual en "cul de sac". En superfície l'estació es concreta en un gran edifici situat entre la Gran Via de les Germanies i l'edifici de l'estació actual. Este nou edifici albergarà la major part d'accessos i eixides de les noves instal·lacions i els serveis de suport de l'estació. El projecte inclou, així mateix, un aprofitament d'ús terciari compatible a desenvolupar en el conjunt format per l'estació actual i la seua ampliació.
L'obra de la nova estació té continuïtat pel seu extrem sud amb el Canal d'Accés i per l'altre extrem amb l'Eix Passant. L'1 de febrer del 2008, el Ministeri de Foment, representat per en Víctor Morlán, l'Ajuntament de València, representat per na Rita Barberà, i la Generalitat, representada per en Mario Flores, i els altres membres del Consell d'Administració de la Societat València Parc Central, van aprovar la proposta arquitectònica d'en Cèsar Portela per a la construcció de la nova estació central de València. L'acord, peça clau per al desenvolupament de l'Actuació València Parc Central i l'entrada de l'Alta Velocitat en la ciutat de València, permet procedir a l'elaboració del projecte constructiu de la nova estació. Redactat el projecte bàsic s'ha sol·licitat l'informe de la Direcció General de Patrimoni Cultural Valencià, així com de les administracions competents.

## Serveis Ferroviaris

### Llarga Distància
| Tipus de tren        | Origen/Destinació                                                 | Destinació/Origen       | Observacions                                                     |
| -------------------- | ----------------------------------------------------------------- | ----------------------- | ---------------------------------------------------------------- |
| AVE                  | València-Joaquim Sorolla                                          | Madrid-Puerta de Atocha |                                                                  |
| Intercity            | Castelló de la Plana                                              | Madrid-Chamartín        | 1 tren diari en cada sentit                                      |
| Intercity            | Gandia                                                            | Madrid-Puerta de Atocha | 1 reforç els divendres cap a Gandia i diumenges cap a Madrid     |
| Intercity            | Vinaròs                                                           | Madrid-Puerta de Atocha | Circula els divendres cap a Vinaròs i els diumenges cap a Madrid |
| Intercity            | València-Joaquim Sorolla                                          | Barcelona-Sants         | 1 tren diari en cada sentit                                      |
| Intercity            | Alacant                                                           | Barcelona-Sants         | 1 tren diari en cada sentit                                      |
| Euromed              | Alacant                                                           | Barcelona-Sants         |                                                                  |
| Arco García Lorca    | Sevilla-Santa Justa Badajoz Màlaga-María Zambrano Almeria Granada | Barcelona-Sants         | Els ramals d'Almeria i Granada s'alternen al llarg de la setmana |
| Talgo Mare Nostrum   | Cartagena                                                         | Montpeller              |                                                                  |
| Talgo                | Llorca-Sutullena                                                  | Barcelona-Sants         |                                                                  |
| Talgo                | Múrcia                                                            | Barcelona-Sants         |                                                                  |
| Trenhotel Gibralfaro | Màlaga-María Zambrano Granada                                     | Barcelona-Sants         |                                                                  |

### Mitjana Distància Renfe
| Línia | Origen/Destinació                                   | Material Mòbil |
| ----- | --------------------------------------------------- | -------------- |
| 44    | Alacant Múrcia Cartagena                            | 599            |
| 46    | Albacete Alcázar de San Juan Ciudad Real            | 470 / 449      |
| 47    | Alcoi                                               | 592            |
| 48    | Conca Madrid-Puerta de Atocha                       | 592            |
| 49    | Terol Saragossa-Portillo                            | 599            |
| 50    | L'Aldea-Amposta-Tortosa Barcelona-Estació de França | 440R / 470     |

### Rodalia
| Línies de Rodalia de València a l'estació | Origen/Destinació | Línia                                | Origen/Destinació | Material mòbil |
| València-Nord                             | C-1               | Gandia Grau de Gandia                | 447 / Civia       |                |
| València-Nord                             | C-2               | Xàtiva L'Alcúdia de Crespins Moixent | 447 / Civia       |                |
| València-Nord                             | C-3               | Aldaia Bunyol Utiel                  | 592               |                |
| València-Nord                             | C-5               | Caudiel                              | 592               |                |
| València-Nord                             | C-6               | Castelló de la Plana                 | 447 / Civia       |                |

### Metrovalència
Són tres les estacions ubicades al recinte de l'estació, Xàtiva, Bailén i Alacant.
| << Capçalera         | < Estació | Línies | Estació >     | Capçalera >>       |
| -------------------- | --------- | ------ | ------------- | ------------------ |
| Rafelbunyol          | Colón     |        | Àngel Guimerà | Aeroport           |
| Marítim              | Colón     |        | Àngel Guimerà | Aeroport           |
| Alboraia-Peris Aragó | Colón     |        | Àngel Guimerà | Riba-Roja de Túria |

| << Capçalera | < Estació | Línia | Estació > | Capçalera >>     |
| ------------ | --------- | ----- | --------- | ---------------- |
| Marítim      | Colón     |       | Jesús     | Torrent Avinguda |

| << Capçalera | < Estació | Línia |
| ------------ | --------- | ----- |
| Natzaret     | Russafa   |       |